# Арктополевица
А́рктополеви́ца, или Арктагростис (лат. Arctagróstis; от др.-греч. ἄρκτος, arktos — север и Agrostis — полевица), — род многолетних растений семейства Злаки (Poaceae). Арктагростис — хорошее кормовое растение.

## Классификация
В род входят два вида:
- Arctagrostis arundinacea (Trin.) Beal — Арктополевица тростниковая, или Арктагростис тростниковая
- Arctagrostis latifolia (R.Br.) Griseb. typus[1] — Арктополевица широколистная, или Арктагростис широколистная

Ранее включалась также Dupontia R.Br. — Дюпонция под названием лат. Arctagrostis humilis.

## Распространение
Арктополевица тростниковая растёт в Сибири, на Дальнем Востоке и Аляске.
Арктополевица широколистная растёт в России, Казахстане, Финляндии, Норвегии, Монголии, Гренландии, Канаде, на Шпицбергене и Аляске. В Казахстане арктагростис широколистный растёт по сырым и заболоченным приречным лугам. Высота 20—80 см.